# Emmerich Müller
Emmerich Müller (* 13. August 1956 in Wiesbaden) ist ein deutscher Bankier.

## Leben
Emmerich Müller begann nach Abitur und Bundeswehr 1977 eine juristische Ausbildung an der Universität Freiburg im Breisgau, die er 1985 mit der zweiten juristischen Staatsprüfung beendete. Nach ersten beruflichen Erfahrungen im Bereich Steuerberatung bei Peat Marwick Mitchell & Co. in Frankfurt am Main folgte ab 1987 seine Anstellung bei der BHF-Bank in Frankfurt am Main in der Vermögensstrukturberatung. 1991 wechselte Müller in die Geschäftsleitung der BHF-Bank AG nach Zürich. Er kehrte 1995 in die Frankfurter Zentrale als Mitglied der Geschäftsfeldleitung Private Banking zurück.
Von 2000 bis zur Änderung der Rechtsform 2021 war Müller Mitglied des Partnerkreises des Bankhauses Metzler und ab 2005 einer der persönlich haftenden Gesellschafter. Als Mitglied  des Vorstands war verantwortlich für das Geschäftsfeld Private Banking. Zum 1. Juli 2023 wechselte Müller in den Aufsichtsrat der B. Metzler seel. Sohn & Co. AG.
Emmerich Müller war von 2013 bis 2016 Vorstandsvorsitzender des hessischen Bankenverbands (seit 2021 Bankenverband Mitte) und ist Mitglied des Vorstands des Bundesverbands deutscher Banken.
Müller ist Mitglied des Kuratoriums der Metzler-Stiftung, der Stiftung Familienunternehmen sowie des Verwaltungsrats der Senckenberg Gesellschaft für Naturforschung. Er lebt in Frankfurt am Main.

## Veröffentlichungen
Emmerich Müller: Vermögenserhalt über Generationen. in: B. Metzler seel. Sohn & Co. KGaA (Hrsg.): Vom Vermögen. 1. Auflage, Frankfurt am Main 2008, ISBN 978-3-00-025845-9, S. 33–56.